# Yes? No?
Yes? No? è il primo EP della cantante sudcoreana Suzy, pubblicato il 24 gennaio 2017.

## Descrizione

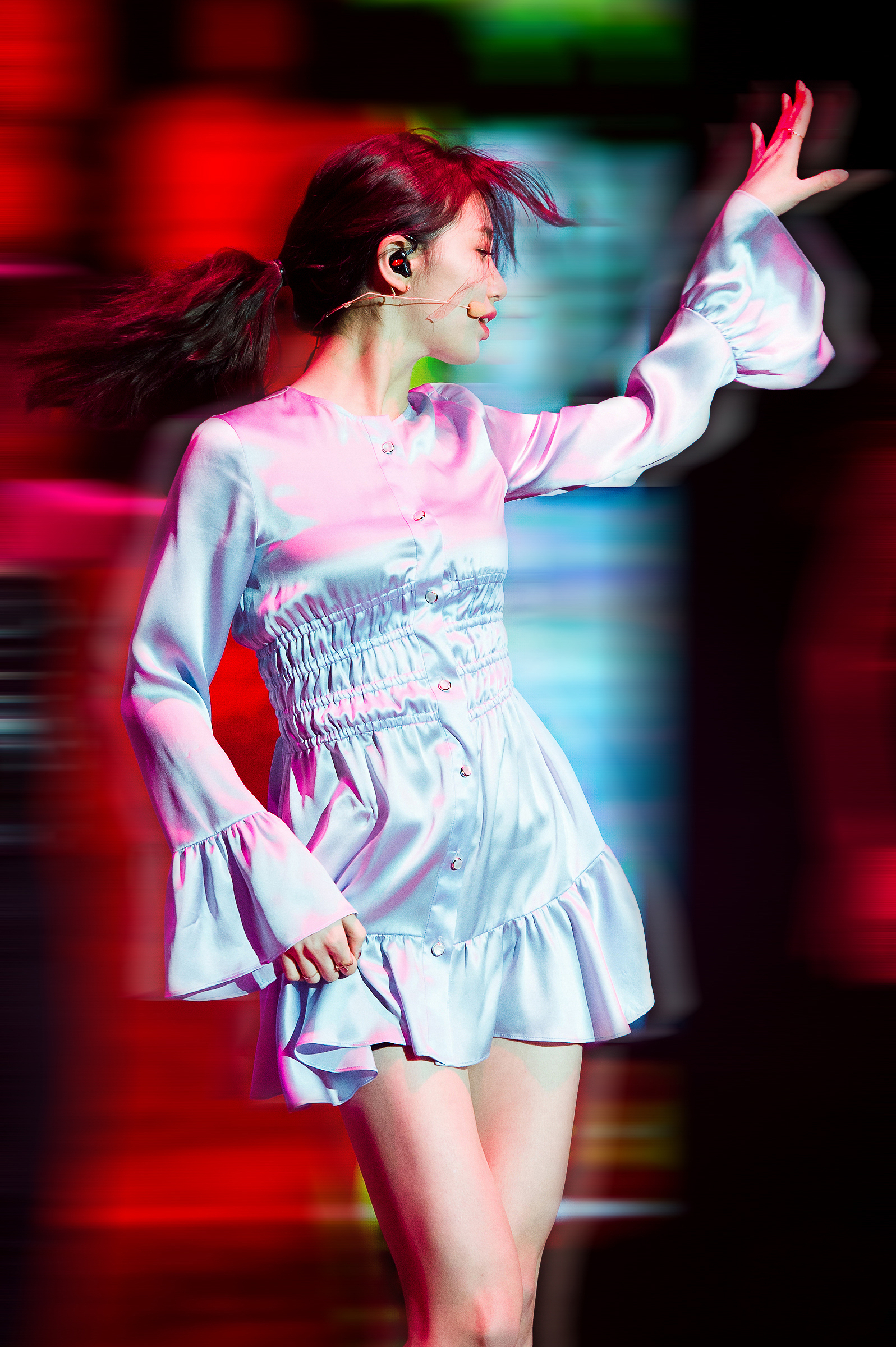
Suzy durante un'esibizione live per la promozione del disco, 25 gennaio 2017.

Il debutto di Suzy come solista è stato suggerito per la prima volta agli Mnet Asian Music Award il 2 dicembre 2016 quando, al termine della prima parte dello show, è stata proiettata una sua foto inedita con la scritta "2017.01 Suzy". La conferma è stata data l'8 gennaio seguente.
L'EP è stato anticipato dal singolo R&B Pretend, uscito una settimana prima, il 17 gennaio 2017. È stato promosso da Yes No Maybe, una ballad midtempo malinconica ispirata al pop anni Novanta, accompagnata da un video musicale girato a Hong Kong che rimanda esteticamente alle opere del regista Wong Kar-wai, in cui Suzy interpreta una femme fatale disperata. L'artista ha collaborato alla scrittura di Les Préférences, una canzone electronic urban R&B, e Question Mark, un pezzo bossa nova in cui l'amante viene paragonato a una stufa.

## Accoglienza
L'EP ha ricevuto una valutazione di 2,5/5 stelle da Im Dong-yeop di IZM, secondo il quale "[Suzy] ha aggiunto forza all'album adottando un tono sognante o lirico in base alla canzone. Da quanto punto di vista, le canzoni si distiguono perché sono piuttosto diverse da quelle ballabili mostrate come idol". Ha però ritenuto che la partecipazione di diverse persone alla scrittura delle canzoni abbia offuscato la personalità dell'artista. Jung Yoo-na della stessa testata ha trovato Yes? No? "un misto di cose che non stanno bene insieme" in cui Suzy ha prestato la propria voce a pezzi altrui anziché farli propri.

## Tracce
1. Pretend (행복한 척?, Haengbokhan cheokLR) – 3:41 (Armadillo)
2. Yes No Maybe – 3:06 (testo: Park Jin-young – musica: Park Jin-young, Kairos, Kim Seung-soo)
3. Sick and Tired (feat. Reddy) (다 그런거잖아?, Da geureon-geojanh-aLR) – 3:39 (Kim Won, G.Soul)
4. Les Préférences (취향?, ChwihyangLR) – 4:28 (testo: Suzy – musica: 1Piece)
5. Question Mark (난로 마냥?, Nallo manyangLR; lett. "Come una stufa") – 4:02 (testo: Suzy – musica: Suzy, Jo Hyun-ah, Shim Eun-jee)
6. Little Wildflower (꽃마리?, KkonmariLR) – 4:04 (Epitone Project)

## Classifiche
| Classifica (2017) | Posizione massima |
| ----------------- | ----------------- |
| Corea del Sud     | 2                 |

## Riconoscimenti

### Premi dei programmi musicali

#### Pretend
- Music Bank
  - 27 gennaio 2017
  - 3 febbraio 2017[10]